# Conan Gray

Firma di Conan Gray

Conan Lee Gray (Lemon Grove, 5 dicembre 1998) è un cantante e youtuber statunitense, salito alla ribalta con Kid Krow, contenente i successi internazionali Maniac e Heather.

## Biografia
Conan Gray è nato a Lemon Grove, in California, da padre irlandese e madre giapponese. Da bambino, la sua famiglia si trasferì a Hiroshima, in Giappone, a causa del nonno che necessitava di cure mediche. Dopo aver vissuto lì per due anni, la famiglia tornò in California. Gray parlava fluentemente giapponese, ma in seguito ha perso la sua padronanza della lingua.
Gray ha creato il suo canale YouTube nel 2013, caricando dapprima contenuti circa la sua vita in Texas e in seguito cover di canzoni. Quest'ultime lo hanno aiutato a crescere di popolarità, arrivando a raggiungere oltre 25 milioni di visualizzazioni.
Nel marzo 2017 ha pubblicato il suo singolo di debutto, Idle Town, che ha ricevuto buon seguito sulle piattaforme di ascolto. In seguito ha firmato un contratto con la Republic Records, con cui ha messo in commercio il suo EP di debutto Sunset Season, uscito il 16 novembre 2018 e accompagnato dai singoli Generation Why, Crush Culture, Greek God, and Lookalike. L'EP ha raggiunto la 116ª posizione della Billboard 200. Dopo aver accompagnato in tour i Panic! at the Disco, Gray ha fatto il suo debutto televisivo nel febbraio 2019 al Late Night di Seth Meyers su NBC, dove ha annunciato la sua prima tournée tra Stati Uniti e Canada, il Comfort Crowd Tour, svoltosi tra ottobre e dicembre dello stesso anno.
Il 9 gennaio 2020 ha annunciato il titolo del suo album di debutto, Kid Krow, pubblicato il 20 marzo seguente; esso ha debuttato al 5º posto sia nella classifica statunitense sia in quella canadese. L'album è stato anticipato dal singolo Maniac, diventato virale sulla piattaforma TikTok, che ha raggiunto la top forty in Australia e la 25ª posizione della Bubbling Under Hot 100. Per promuovere l'album il cantante avrebbe dovuto esibirsi dapprima al Tonight Show di Jimmy Fallon a marzo e al festival di Coachella a fine aprile, ma entrambi gli appuntamenti sono stati annullati a causa della pandemia di COVID-19. Ad agosto 2020 Gray ha estratto dall'album il singolo Heather: anch'esso diventato popolare su TikTok, è entrato nelle classifiche di oltre venti paesi, tra cui Australia, Canada, Nuova Zelanda, Regno Unito e Stati Uniti, ed è stato successivamente certificato doppio platino dalla Recording Industry Association of America.
Nell'ottobre del 2020 viene pubblicata Fake, incisa con Lauv, seguita dai singoli Overdrive, Astronomy, People Watching e Telepath, usciti nel 2021. Nello stesso anno viene annunciato il Conan Gray World Tour, concluso nella prima metà del 2022.
Nel 2022 vengono divulgati i singoli Jigsaw, Memories e Yours, estratti assieme ad Astronomy e People Watching dal secondo LP Superache, la cui pubblicazione è avvenuta il 24 giugno dello stesso anno. A seguito dell'uscita, il disco è divenuto il suo primo posizionamento in top ten nel Regno Unito e il secondo a eseguire ciò in madrepatria.
L'anno seguente è ritornato sulle scene musicali pubblicando l'inedito Never Ending Song, tratto dal suo terzo LP Found Heaven.

## Discografia

### Album in studio
- 2020 – Kid Krow
- 2022 – Superache
- 2024 – Found Heaven
- 2025 – Wishbone

### EP
- 2018 – Sunset Season

### Singoli
- 2017 – Idle Town
- 2017 – Grow
- 2018 – Generation Why
- 2018 – Crush Culture
- 2019 – The Other Side
- 2019 – The King
- 2019 – Checkmate
- 2019 – Comfort Crowd
- 2019 – Maniac
- 2020 – The Story
- 2020 – Wish You Were Sober
- 2020 – Heather
- 2020 – Fake (con Lauv)
- 2021 – Overdrive
- 2021 – Astronomy
- 2021 – People Watching
- 2021 – Telepath
- 2022 – Jigsaw
- 2022 – Memories
- 2022 – Yours
- 2023 – Never Ending Song
- 2023 – Winner
- 2023 – Killing Me
- 2024 – Lonely Dancers
- 2024 – Alley Rose
- 2024 – Holidays
- 2025 – This Song
- 2025 – Vodka Cranberry

## Tournée
- 2018/19 – Sunset Shows
- 2019 – Comfort Crowd Tour
- 2022 – Conan Gray World Tour
- 2022/23 – Superache Tour
- 2024 – Found Heaven on Tour

## Riconoscimenti
- BreakTudo Awards
  - 2020 – Candidatura alla Rivelazione internazionale[28]
  - 2021 – Candidatura all'Artista internazionale in ascesa[29]

- E! People's Choice Awards
  - 2020 – Candidatura al Miglior artista rivelazione del 2020[30]

- MTV Europe Music Awards
  - 2020 – Candidatura al Miglior artista MTV Push[31]

- Shorty Awards
  - 2019 – YouTube Musician[32]

- Streamy Awards
  - 2019 – Candidatura all'Artista rivelazione[33]